# Улица Ватутина (Екатеринбург)
У́лица Вату́тина — небольшая улица в жилом районе (микрорайоне) «Сортировочный» Железнодорожного административного района Екатеринбурга. Улица получила своё название в честь Николая Фёдоровича Ватутина (1901—1944) — советского военачальника и Героя Советского Союза (посмертно).

## Расположение и благоустройство
Улица Ватутина проходит с северо-востока на юго-запад между улицами Коуровская и Маневровая. Начинается от пересечения с улицы Таежной и заканчивается у улицы Минометчиков. Пересекается с улицей Технической. Примыканий других улиц нет.
Протяжённость улицы составляет около 500 метров.

## Транспорт

### Наземный общественный транспорт
На пересечении улицы Ватутина и Технической находится Остановка общественного транспорта «Ватутина» через которую осуществляют движение трамваи № 7, № 10, № 13, № 24, автобусы № 6 и № 13 и маршрутные такси № 024, № 035, № 082, № 083, № 014, № 06, № 08.